# Verrucaria cootapatambensis
Verrucaria cootapatambensis är en lavart som beskrevs av P. M. McCarthy. Verrucaria cootapatambensis ingår i släktet Verrucaria och familjen Verrucariaceae.   Inga underarter finns listade i Catalogue of Life.